# كريم آباد (قلعة خواجة)
كريم آباد (بالفارسية: کریم‌آباد) هي منطقة سكنية تقع في إيران في قسم قلعة خواجة الريفي. يقدر عدد سكانها بـ 250 نسمة .